# Zakitne
Zakitne o Zakotnoye (en ucraniano: Закітне, en ruso: Закотное) es una localidad del raión de Krasnolymaksky, en el óblast de Donetsk, Ucrania. Está situada a la orilla del río Donets.
- Datos: Q4184985
- Multimedia: Zakitne / Q4184985